# Erromenus marginatus
Erromenus marginatus är en stekelart som beskrevs av Léon Abel Provancher 1883. Erromenus marginatus ingår i släktet Erromenus och familjen brokparasitsteklar.

## Underarter
Arten delas in i följande underarter:
- E. m. proteus
- E. m. brevipes
- E. m. coxalis